# Bernat Joan

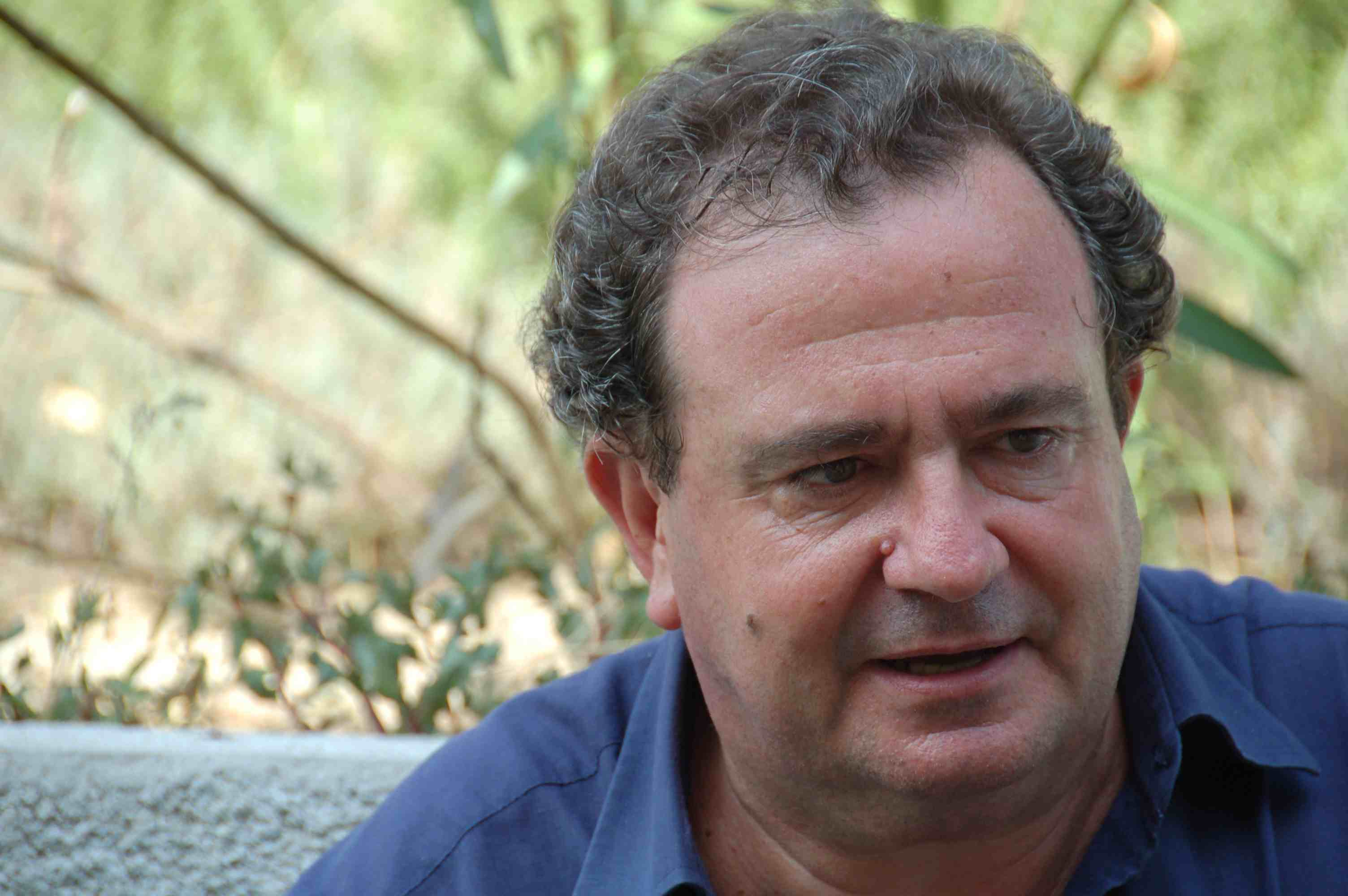
Bernat Joan 2011

Bernat Joan i Marí (Ibiza, 22 de febrero de 1960) es un profesor, dramaturgo, poeta, escritor y político español.  
Ha sido eurodiputado en Estrasburgo por la coalición Europa de los Pueblos (2004-2007), de la cual formaba parte entre otros partidos Esquerra Republicana de Catalunya, donde él milita. Fue Secretario de Política Lingüística de la Generalidad de Cataluña. Actualmente es profesor de catalán y teatro en el IES Santa María de Ibiza.

## Obra

### Novela
- Ball de voltors. Ibiza: Edicions Can Sifre, 1992.
- Espectral. Ibiza: Res Publica, 1996.
- Adrenalina tòxica. Barcelona: La Busca, 2005.

### Narrativa breve
- Deu variacions sobre la Caputxeta. Ibiza: Res Publica, 1999.
- Sirventesos. Barcelona: La Busca, 2000.

### Narrativa infantil y juvenil
- El drac vermell. Ibiza: Edicions Can Sifre, 1993.
- Assassinat a l'institut. Barcelona: La Busca, 2001.

### Teatro
- Es gegant des Vedrà. Ibiza: Can Sifre: 1993.
- Carn de psiquiàtric crua. Ibiza: Can Sifre, 1993.
- Les aventures del cavaller Tirant. Barcelona: La Galera, 1995.
- Marc Ferrer: Formentera, la nova terra. Ibiza: Mediterrània, 1996.
- El cornetí o la vida. Ibiza: Mediterrània, 1996.
- Fàtima a Teheran. Ibiza: Mediterrània, 1998.
- Una bella resplendor a la copa. Ibiza: Mediterrània, 1998.
- Història d'ella. Ibiza: Institut d'Estudis Eivissencs, Revista Ibiza, 1998.
- Les tribus de la tribu. Ibiza: Mediterrània, 2000.
- La Barbie fantasma. Ibiza: Mediterrània, 2000.
- Subway/Soterrani. Ibiza: Mediterrània, 2001.
- Historia de Ibiza. Ibiza: Mediterrània, 2001.
- El dimoni Cucarell i l'arbre sagaç. Ibiza: Res Publica, 2003.
- Trio de negres. Ibiza: Mediterrània, 2003.
- Antropofàgia. Pollensa: El Gall, 2005.

### Crítica literaria y ensayos
- La llengua catalana a Ibiza. Ibiza: Institut d'Estudis Eivissencs, 1980. (amb M. Torres)
- Bilingüisme? Normalització? Dades sobre el conflicte lingüístic a l'illa d'Ibiza. Palma: Promotora Mallorquina de Mitjans de Comunicació, 1984.
- El progrés, detonant de la substitució lingüística? Ibiza. Edicions Can Sifre, 1992.
- Llengua i Educació a Ibiza. Ibiza: Edicions Can Sifre, 1993.
- Llengua i Variació. Barcelona: Oikos-Tau, 1993. (con Carles Castellanos)
- Llengua estàndard en l'ensenyament. Barcelona: Oikos-Tau, 1993.
- Història de la llengua catalana. Barcelona: Oikos-Tau, 1994. (amb M. L. Pazos i E. Sabater)
- La llengua i el Leviathan. Barcelona: Oikos-Tau, 1994.
- Fer una llengua és fer una nació. Palma: Edicions d'Esquerra Republicana, 1994.
- Les normalitzacions reeixides. Barcelona: Oikos-Tau, 1996.
- Acció cívica per la normalització lingüística. Ibiza: Edicions Res Pública, 1996.
- ¡Ganemos el catalán (el vasco, el gallego)! Ibiza: Edicions Res Pública, 1996.
- Balears. Zona d'urgent intervenció lingüística. Ibiza: Edicions Res Pública, 1997.
- Història d'Ibiza. Ibiza: Editorial Mediterrània, 1997.
- Taller de Teatre. Barcelona: Edicions La Busca, 1997.
- Construcció i destrucció de mites i rols a través del teatre. Ibiza: Edicions Can Sifre, 1998.
- Un espai per a una llengua. Valencia, Edicions 3i4, 1998.
- El pacte (im) posible. Ibiza: Edicions Res Pública, 1999.
- Pacte: el progrés (im) posible. Ibiza: Edicions Res Pública, 1999.
- Criptació o llibertat. Actituds lingüístiques entre els jóvens d'Ibiza. Ibiza: Institut d'Estudis Eivissencs, 2000.
- Sociolingüística a l'abast. Ibiza: Edicions Res Pública, 2000.
- Integració sociocultural a Ibiza i progrés acadèmic. Ibiza: Editorial Mediterrània, 2001.
- Sociolingüística a l'aula. Barcelona: La Busca, 2002.
- Marià Villangómez, des de l'illa. Ibiza: Res Publica, 2003.
- Integració nacional i evolució. Ibiza: Mediterrània, 2004.
- Una altra Europa és possible. Barcelona: Llibres de l'Índex, 2004.
- Els Països Catalans. Un projecte articulable. Barcelona: La Busca, 2004.
- Projecte ecolingüística=Ecolinguistics project. Ibiza: Mediterrània, 2005.
- Montenegro: nou estat d'Europa. I Catalunya...? Barcelona: La Busca, 2006.
- (Re)pensar el nacionalisme a Mallorca. Palma: Lleonard Muntaner, 2008.
- L'esquerra conservadora".

Ibiza: Edicions Aïllades

### Otros
- Cala Llentrisca. Palma: Moll, 2002.
- Veure i viure (notes d'aeroport i de carretera) Ibiza: Institut d'Estudis Eivissencs, 2005.
- Els colors de Formentera. Ibiza: Mediterrània, 2005. (con Esperança Marí i Mayans y Santiago Barberán Guasch)
- Manual d'urgència per a pares i mares que no saben com heure-se-les amb els seus fills. Barcelona: La Busca, 2006.